# Burjuc, Hunedoara
Burjuc este satul de reședință al comunei cu același nume din județul Hunedoara, Transilvania, România.

## Așezare geografică
Satul se află așezat la aproximativ 40 km de municipiul Deva, în județul Hunedoara.

## Personalități
- Sebastian Bornemisa (1890-1953), doctor în filologie, primar al Clujului, deținut politic